# Chirbat Kajar
Chirbat Kajar (arab. خربة كيار) – miejscowość w Syrii, w muhafazie Aleppo. W 2004 roku liczyła 2059 mieszkańców.